# 1895 en photographie
| Années de la photographie : 1892 - 1893 - 1894 - 1895 - 1896 - 1897 - 1898    |
| Décennies de la photographie : 1860 - 1870 - 1880 - 1890 - 1900 - 1910 - 1920 |

Cet article présente les faits marquants de l'année 1895 en photographie.

## Événements
- Le physicien Wilhelm Röntgen découvre les rayons X[1].
- Les frères Lumière, qui organisent de mars à décembre les premières projections collectives gratuites de films photographiques sur grand écran, appellent vue photographique animée leurs bandes de 35 mm de large, dotées de deux perforations rondes de part et d’autre de chaque photogramme.
- 30 mai : William Abner Eddy prend aux États-Unis les premières photographies aériennes depuis un cerf-volant, à Bayonne dans le New Jersey[2].

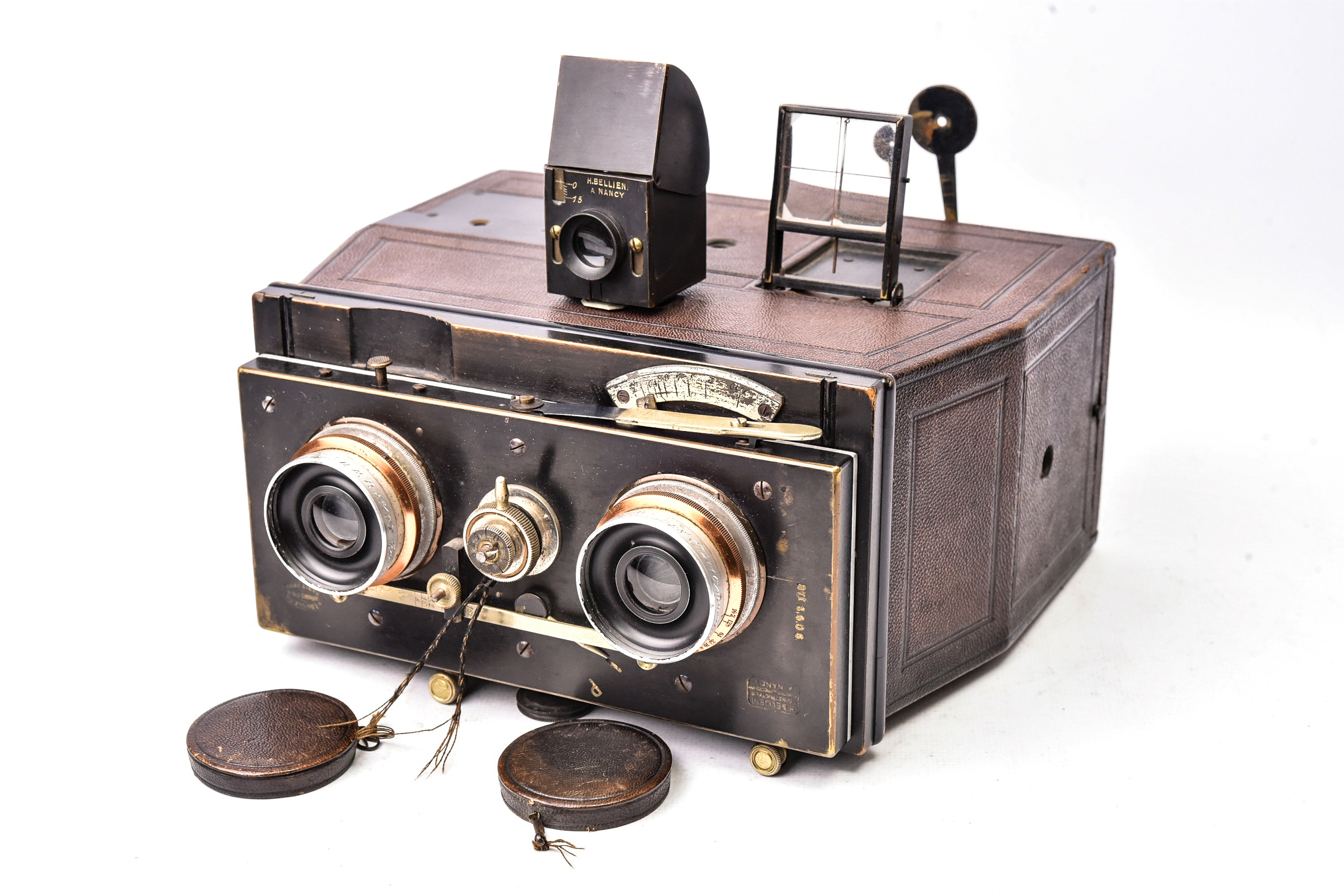
Jumelles stéréoscopiques Bellieni.

- Henri Bellieni invente les jumelles Bellieni, un appareil à double lentille et à exposition simultanée qui permet de prendre une centaine de vues en stéréoscopie.
- Le photographe français Marius Maure succède à son père Auguste Maure à la direction du studio "Photographie saharienne" à Biskra en Algérie.
- La photographe Zaida Ben-Yusuf quitte l'Angleterre et s'installe à New York.
- Fondation de la Société suédoise de photographie ( (Svenska Fotografers Förbund), première association de photographes professionnels en Suède.
- L'éditeur français Charles Mendel devient membre de la Société française de photographie[3].

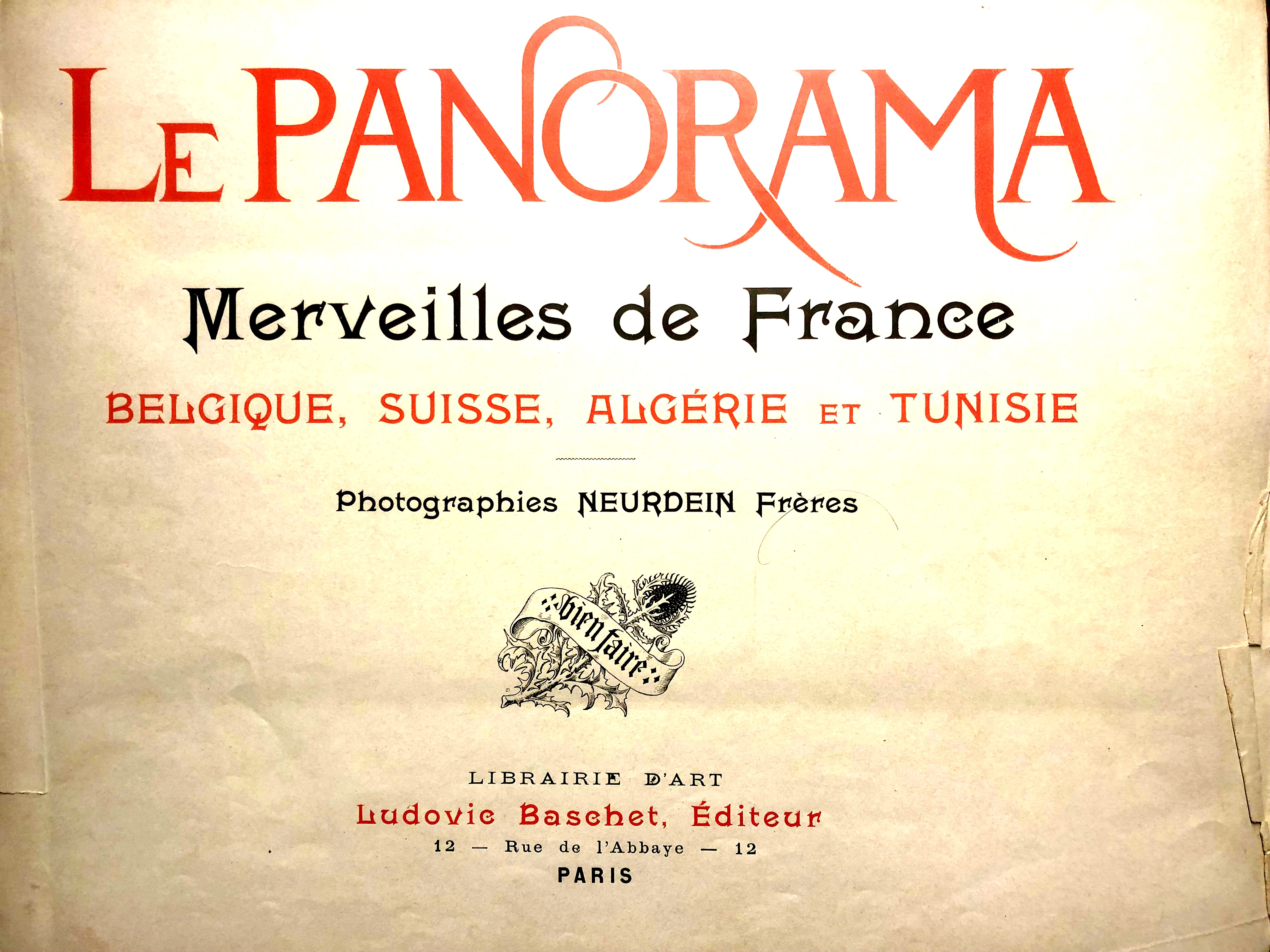
Revue le panorama.

- Création par les frères Neurdein, photographes de cartes postales, et l'éditeur René Baschet de la revue hebdomadaire Le Panorama. Merveilles de France, Belgique, Suisse, Algérie et Tunisie ; chaque numéro, de format à l’italienne, comprend un panorama photographique central et 14 photographies en noir et blanc pleine page d'un site touristique ou pittoresque[4].

- 7 avril - 29 décembre : le premier hebdomadaire illustré de photographies du Luxembourg, Das Luxemburger Land in Wort und Bild (lb), créé par le photographe Charles Bernhoeft et le journaliste Jean-Nicolas Moes, ne paraît que pendant 9 mois.

## Photographies notables

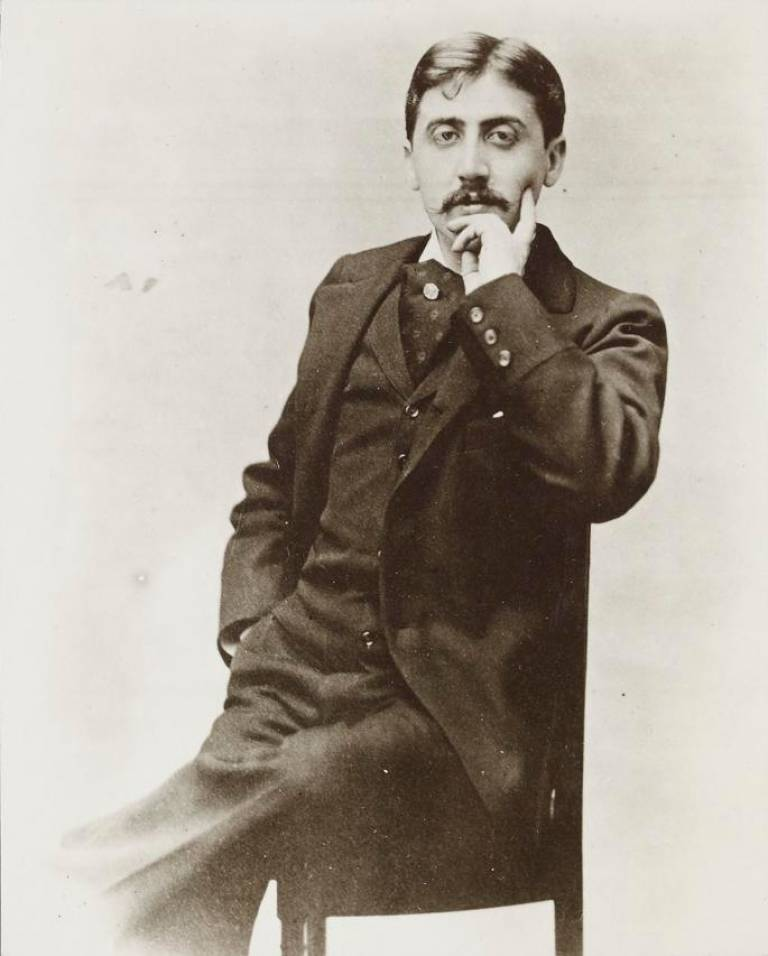
Marcel Proust.

- Photographies de l'accident ferroviaire de la gare Montparnasse à Paris, avec les clichés de la locomotive tombée sur le boulevard du Montparnasse.
- La photographie de Marcel Proust, assis, la tête légèrement penchée et l'index appuyé sur la joue, sans signature de photographe, prise en 1895 et très souvent reproduite, a été attribuée entre autres à Otto Wegener, que Proust cite dans À la recherche du temps perdu (dans La Prisonnière, le narrateur parle des « photographies retouchées qu’Odette avait fait faire chez Otto »)[5].

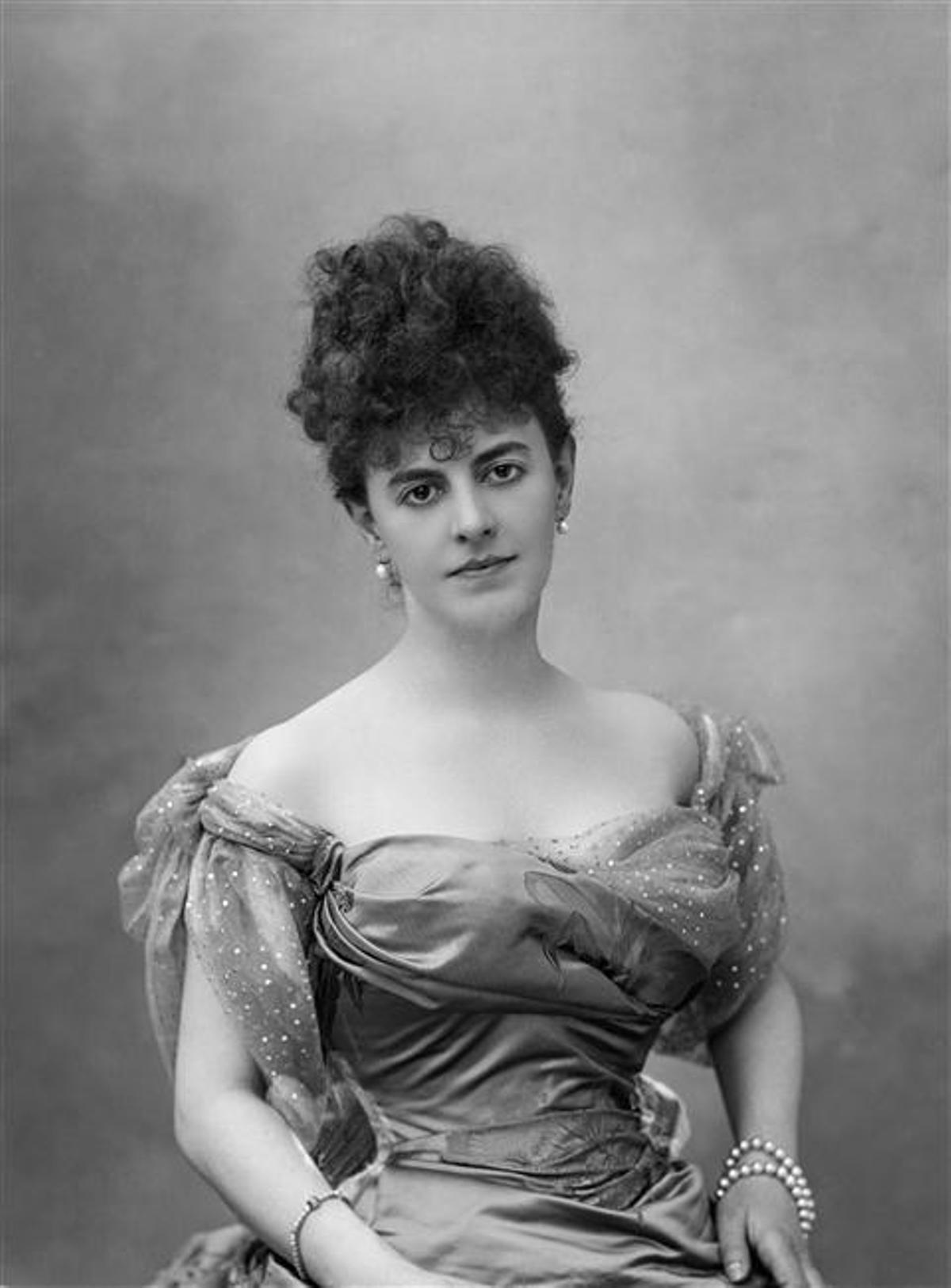
Paul Nadar, Portrait de la comtesse Greffulhe, 30 mai 1895.

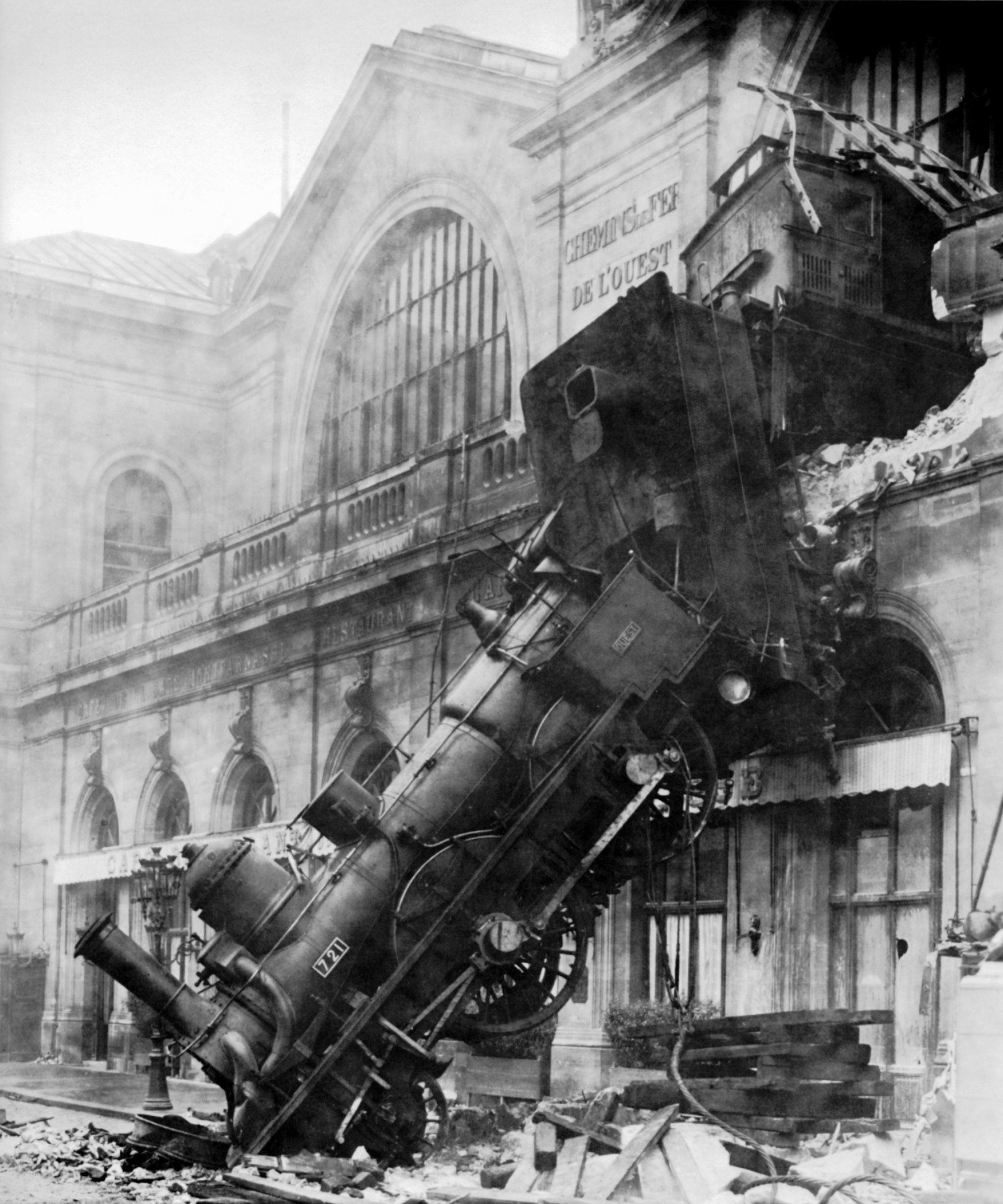
La locomotive tombée sur le boulevard du Montparnasse, une des photographies prises à la suite de l'accident ferroviaire de la gare Montparnasse à Paris, 22 octobre 1895.

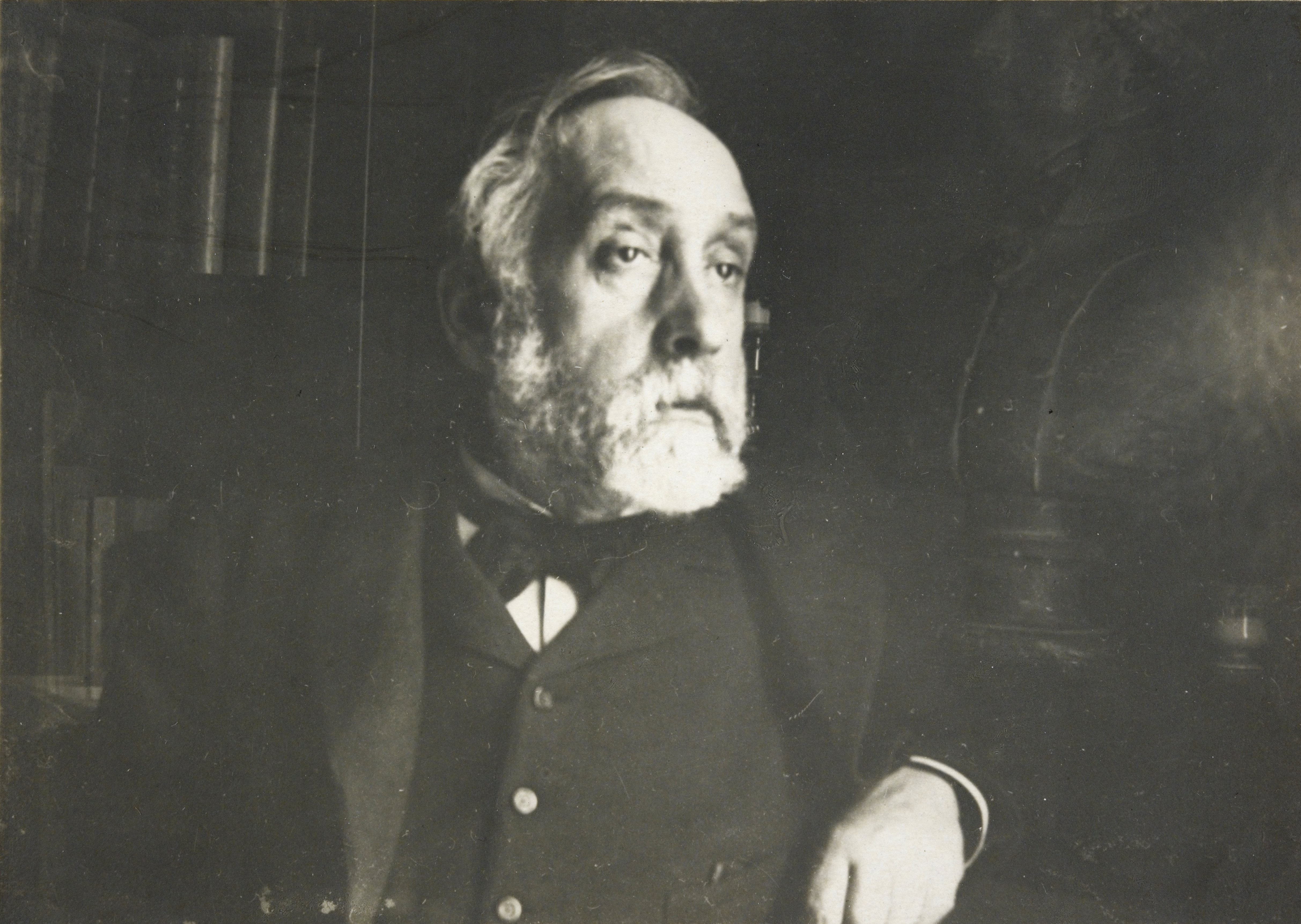
Autoportrait photographique d'Edgar Degas, 1895.

## Livres de photographies
- Peter Henry Emerson, Marsh Leaves, Londres, D. Nutt : dernier livre de photographies d'Emerson, consacré aux marais.
- Eugène Pirou, Nos actrices chez elles, Paris, Fayard, 1895 (lire en ligne). : six numéros d'un petit magazine de 14 pages chacun, présentant les grandes actrices de l'époque photographiées dans leur salon, vendu 60 centimes le numéro.
- John Lawson Stoddard (en), Portfolio colonial, dépeignant les paysages, les villes et les industries des possessions et dépendances françaises, Paris, The Werner company de Chicago, 1895, 192 p. (lire en ligne).

## Études, essais, articles
- Aymar de La Baume Pluvinel, La Théorie des procédés photographiques, Paris, Gauthier-Villars, 1895, 227 p. (lire en ligne).
- Auguste et Louis Lumière, « La photographie des couleurs, ses méthodes et ses résultats », Revue générale des sciences pures et appliquées, n° 23, 1895, p. 1034.
- Gaston-Henri Niewenglowski et Armand Ernault, Les couleurs et la photographie : reproduction photographique directe et indirecte des couleurs, Paris, Société d'éditions scientifiques, coll. « Bibliothèque générale de photographie », 370 p. (lire en ligne).

## Films sur la photographie
- 11 juin : lors du congrès des Sociétés françaises de photographie qui se déroule à Lyon, les congressistes font une excursion en bateau sur la Saône jusqu'à Neuville-sur-Saône ; Louis Lumière y filme leur débarquement sur le quai Pasteur : Le Débarquement du congrès de photographie à Lyon.

## Expositions
- mars : 2e Exposition d’art photographique du Photo-club de Paris organisée à la galerie Durand-Ruel. Parmi les exposants : George Davison, Robert Demachy, Émile Frechon, Édouard Hannon, Aymar de La Baume Pluvinel, Giuseppe Primoli et son frère Luigi, Constant Puyo, Alexandre Quinet, Alfred Stieglitz, Étienne Wallon ; le catalogue publié comporte 58 pages de photographies reproduites en héliogravure[6].

## Naissances
- 4 janvier : Gustav Klucis, peintre letton, qui a utilisé la technique du photomontage, mort le 26 février 1938.
- 20 janvier : Florestine Perrault Collins, photographe professionnelle américaine, active à La Nouvelle-Orléans, morte le 4 avril 1988.
- 19 février : Marc Vaux, photographe français, mort le 25 février 1971.
- 5 mars : Gertrude Fehr, photographe et enseignante de la photographie allemande, active à Paris et en Suisse, morte le 16 août 1996.
- 19 mars : Thérèse Le Prat, photographe américaine, morte le 6 mars 1966.
- 13 avril : Willem van de Poll, photographe de presse néerlandais, mort le 10 décembre 1970.
- 3 mai : Heinz von Perckhammer, photographe autrichien, mort le 3 février 1965.
- 10 mai : Richard Peter, photographe et photojournaliste allemand, mort le 3 octobre 1977.
- 15 mai : Masataka Takayama, photographe japonais, mort le 14 avril 1981.
- 26 mai : Dorothea Lange, photographe américaine, dont les travaux les plus connus ont été réalisés pendant la Grande Dépression dans le cadre d'une mission confiée par la Farm Security Administration (FSA), morte le 11 octobre 1965.
- 20 juillet : László Moholy-Nagy, peintre, photographe plasticien et théoricien de la photographie hongrois, mort le 24 novembre 1946.
- 3 août : Iwata Nakayama, photographe japonais, mort le 20 janvier 1949.
- 31 août : Kōyō Okada, photographe japonais, mort le 22 novembre 1972.
- 19 novembre : Louise Dahl-Wolfe, photographe américaine, morte le 11 décembre 1989.
- 22 novembre : Germaine Chaumel, artiste et photographe française, morte le 12 avril 1982.
- 22 décembre : Trude Fleischmann, photographe autrichienne naturalisée américaine, morte le 21 janvier 1990.
- 31 décembre : Jacques Boolsky, peintre, ingénieur et photographe suisse d'origine russe, mort le 20 janvier 1962.
- Date précise inconnue : 
  - José Alemany Bori, photographe espagnol, mort en 1951.
  - Ayao Emoto, photographe japonais, mort en 1978.
  - Maroni Kumazawa, photographe japonais, mort en 1958.
  - Eleazar Langman, photographe russe, mort en 1940.

## Décès
- 5 janvier : Eusebio Juliá, photographe espagnol, né le 25 mars 1826.
- 30 janvier : Paul Duseigneur, photographe français, né le 31 janvier 1822.
- 12 mars : Pierre Trémaux, architecte, orientaliste et photographe français, né le 20 juillet 1818.
- 24 mars : Bertha Valerius, photographe et peintre suédoise, née le 21 janvier 1824.
- 10 août : Franziska Romana Breton dite Madame Breton, photographe autrichienne active à Rouen et Paris, née le 3 novembre 1809.
- 7 septembre : Kizu Kōkichi, photographe japonais, né le 8 février 1830.
- 22 octobre : Eugène Villette, photographe français, né le 13 novembre 1826.
- 11 novembre : Auguste Burgaud, photographe français, né le 14 septembre 1836.
- 21 novembre : Alfred Noack, photographe italien d'origine allemande, né le 25 mai 1833.
- 29 novembre : Beniamino Facchinelli, photographe italien actif au Caire en Égypte, né le 8 juillet 1839.

## Célébrations
Centenaire de naissance
- Christian Tunica
- Julien Vallou de Villeneuve